# Orotidina-5'-fosfato decarbossilasi
Orotidina-5'-fosfato decarbossilasi (OMP decarbossilasi) è un enzima appartenente alla classe delle liasi coinvolto nella biosintesi delle pirimidine. Catalizza la decarbossilazione dell'orotidina monofosfato (OMP) per formare uridina monofosfato (UMP). La funzione di questo enzima è essenziale per la biosintesi de novo dei nucleotidi pirimidinici uridina trifosfato, citidina trifosfato, e timidina trifosfato.

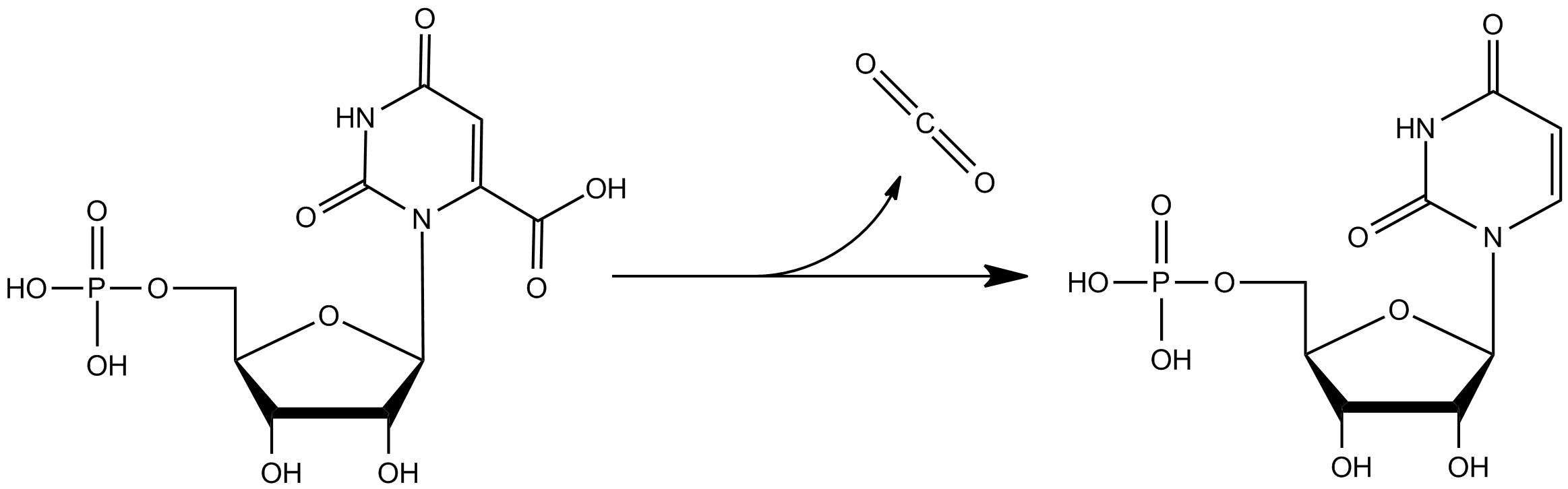
Reazione catalizzata dalla OMP decarbossilasi

## Catalisi
L'OMP decarbossilasi è nota per essere un catalizzatore straordinariamente efficiente in grado di accelerare la velocità di reazione di un fattore 1017. In altri termini l'enzima è in grado di catalizzare il substrato in 18 millisecondi, in una reazione che normalmente avrebbe impiegato 78 milioni di anni per avvenire in assenza dell'enzima. Questa estrema efficienza enzimatica è particolarmente interessante perché OMP decarbossilasi non utilizza cofattori e non contiene metalli o gruppi prostetici. La catalisi si basa su pochi residui amminoacidici carichi posizionati all'interno del sito attivo dell'enzima.